# Élections générales espagnoles de 1996 dans les îles Canaries
Les élections générales espagnoles de 1996 (en espagnol : Elecciones generales de España de 1996) se sont tenues le dimanche 3 mars 1996 afin d'élire les 350 députés et 208 des 266 sénateurs de la VIe législature des Cortes Generales. 14 députés sont élus dans les îles Canaries.

## Résultats

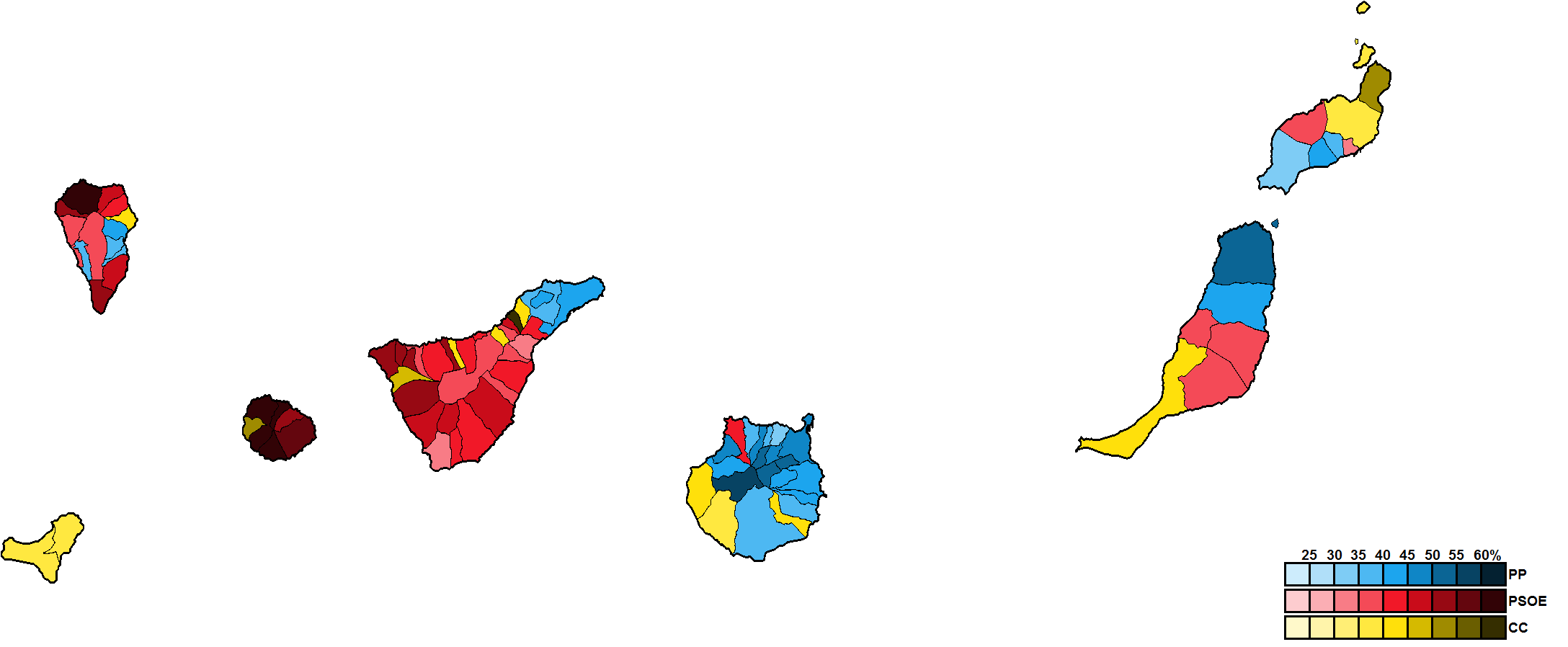
Résultats par commune.